# ストリング・スキッピング
ストリングスキッピング（String Skipping）とはギターに於ける演奏技法の一つである。

## 由来
ストリング（弦）をスキップ（飛ばす）ことから来ている。ギター奏者なら意識出来ることだが、通常のスケーリング及びコードフォームによるアルペジオを奏でる際には、隣接する弦に移動するということが通常、観察出来る。
ストリングスキッピングとはすなわち、アルペジオ等で隣接した弦をとばして、結果的に一つ以上の異弦をまたぎ奏するという技巧である。

## 難易度
スケーリング、アルペジオを問わず、弦をスキップするのは一般的に難しい奏法であり、これをシーケンシャルにランさせたり、小さな範囲のアルペジオの繰り返しに用いるのには高度なテクニックが必要である。

## 経緯
ストリングスキッピングは比較的スウィープ奏法の苦手な奏者に好まれる。それほどこのテクニックはアルペジオをクリアーに発音させる意図には適している。しかし、高速にこの奏法でアルペジオを奏でるのはスウィープ奏法より難易度としては高度かも知れない。

## イノヴェーター
この奏法を最初にリックに応用したのはアラン・ホールズワースといわれている。一般的にはショーン・レイン、ポール・ギルバート、クリス・インペリテリらが広めたと思われる。スキッピング自体は、目新しい技法では無いというのはタッピング奏法にも似通っている部分があるが、アルペジオや難解な音程、スケーリングによりシーケンス・フレージングを応用するのに用いられるということで言うとするなら20世紀に再発見された技巧と言えるだろう。

## 奏法
弦をまたぐことの難しさは、左手の動作よりも右手に難しさのポイントが有る。ストリングスキッピングに限らず、ギター奏法に於いては、ヴァイオリンの運弓にあたる右手の動作に奏じることに対しての難しさの殆どが凝集されている。スキッピングに於いてはピッキングの中でも、アウトサイドピッキング、インサイドピッキングの分類が存在している。

## アウトサイドピッキング
複数の弦を弾く際により上の弦をダウンピッキング（弦を上から下にはじくこと）し、下の弦はアップピッキング（弦を下から上に弾く奏法）する奏法。弦の外側を包むようにピックが移動することからこう呼ばれる。ストリングスキッピングに際してはルートをダウンして、それ以降の分散和音の構成音をアップから始めるという風に応用出来る。ということではスキッピングではインサイドピッキングよりも有効であり有用である。

## インサイドピッキング
複数の弦を奏じる際に、より上の弦をアップピッキングし、下の弦はダウンピッキングでこなす奏法、またはピック捌き。おそらくショーン・レイン等のようなピックを逆アングルで構えるギタリストがスキッピング等の際に多用するのかも知れない。順アングルではやはり効率的にはアウトサイドピッキングに対して応用範囲が狭いと思われる。